# Alpha Telescopii
Alpha Telescopii (auch α Telescopii und kurz α Tel) ist mit einer scheinbaren Helligkeit von 3,51m der hellste Stern des nur vom Südhimmel aus sichtbaren Sternbilds Teleskop. Dennoch besitzt er keinen Eigennamen und erscheint dem bloßen Auge relativ lichtschwach. Ursprünglich hatte der antike Astronom Ptolemäus den Stern dem Sternbild der Südlichen Krone zugeordnet, ehe α Telescopii im 18. Jahrhundert in das Sternbild Teleskop integriert wurde, als dieses vom französischen Astronomen Nicolas-Louis de Lacaille erfunden wurde. Nach im Dezember 2020 veröffentlichten Auswertungen der Messergebnisse der Raumsonde Gaia ist der Stern etwa 279 Lichtjahre von der Erde entfernt. Das nahezu gleiche Ergebnis ist aus den Messwerten der Raumsonde Hipparcos ableitbar; eine 2007 publizierte Neuauswertung der Hipparcos-Messungen ergab für α Telescopii eine Entfernung von 278 Lichtjahren. In dieser Entfernung wird die scheinbare Helligkeit des Sterns aufgrund der Extinktion des interstellaren Staubs um circa 0,22m abgeschwächt.
Der heiße, bläulich-weiße Stern besitzt eine Masse von etwa 5,3 Sonnenmassen und einen Durchmesser von circa 3,3 Sonnendurchmessern. Er gehört der Spektralklasse B3 und der Leuchtkraftklasse IV an, die ihn als Unterriesen ausweist. α Telescopii hat demnach seinen Wasserstoffvorrat im Sterninneren fast vollständig durch Kernfusion zu Helium verbrannt und entwickelt sich im Hertzsprung-Russell-Diagramm von der Hauptreihe weg zum Riesenast. Er scheint ein Einzelstern zu sein. Aufgrund einer Besonderheit in seiner chemischen Zusammensetzung wird er zu den sehr seltenen heliumreichen Sternen gezählt.
Möglicherweise ist α Telescopii ein Pulsationsveränderlicher und gehört hierbei zur Untergruppe der langsam pulsierenden B-Sterne (SPB). Er hat ein longitudinales Magnetfeld mit einer mittleren magnetischen Flussdichte von −233 ± 43 Gauß. Die projizierte stellare Rotationsgeschwindigkeit von etwa 14 km/s wird für einen B-Stern als gering eingeschätzt, so dass er uns ziemlich genau seine Polseite zukehren dürfte.